# 오가타 고안
오가타 고안(일본어: 緒方 洪庵, 1810년 8월 13일 ~ 1863년 7월 25일)은 에도 시대 후기의 의사, 난학자이다. 데키주쿠를 열어, 인재를 길렀다.

## 같이 보기
- 오무라 마스지로
- 후쿠자와 유키치
- 하시모토 사나이
- 오토리 게이스케
- 오사카 대학
- 게이오기주쿠 대학